# 차이궈창
차이궈창(중국어 간체자: 蔡国强, 정체자: 蔡國強, 병음: Cài Guóqiáng, 1957년 12월 8일 ~ )은 중국의 설치 미술가이다. 화약이라는 소재를 작품에 도입하였으며 실험적인 사회 프로젝트를 추진하고 설치 작품들을 제작, 대규모의 축전 행사를 진행하여 전 세계적으로 여러 상을 수상한 미술가이다.

## 생애
차이궈창은 1957년에 중국 푸젠성 취안저우시에서 태어났다. 그의 아버지 차이루이친은 서예가이자 서점에서 일했던 전통 화가였다. 그 결과, 차이궈창은 일찍부터 중국 전통 예술 형태뿐만 아니라 서양 문학에도 노출되었다.
차이궈창은 청소년 시절에 직접 시위와 행진에 참여하며 문화 대혁명의 사회적 영향을 직접 목격했다. 그는 폭발이 대포가 터진 결과이든 축하 불꽃놀이의 결과이든 폭발이 흔한 환경에서 자랐다. 그는 또한 "파괴와 재건에서 좋은 방향과 나쁜 방향으로 모두 사용되는 화약을 보았다"고 말했다. 카이는 그의 수많은 화약 묘사와 폭발 사건을 통해 그의 경험과 기억을 공유한 것으로 보인다.
10대 후반과 20대 초반에 차이궈창은 두 편의 무술 영화인 《작은 마을의 봄과 가을》, 《소림사의 실제 쿵후》에 출연했다. 유화와 같은 서양 미술 양식의 현대성에 흥미를 느낀 차이궈창은 1981년부터 1985년까지 상하이 희극학원에서 무대 디자인을 전공했다. 그 경험은 그에게 무대 연습에 대한 더 포괄적인 이해와 연극, 공간 배치, 상호작용, 팀워크에 대한 훨씬 더 높아진 감각을 허용했다. 동양 철학과 현대 사회 이슈를 개념적 기반으로 삼은 그의 작품은 문화와 역사에 대응하고 시청자와 주변의 더 큰 우주 간의 교류를 구축한다. 그의 폭발 예술과 설치에는 2차원 평면을 초월해 사회와 자연과 교전하는 힘이 배어 있다.

## 주요 수상 경력
- 파리 카티에 현대 미술 재단상, 1993
- 제46회 트랜스컬처와 함께한  베니스 비엔날레 상, 1995
- 일본 도쿄 문화 디자인상, 1995
- 제48회 베니스 비엔날레 황금사자상, 1999
- 미국 발렌시아 예술상, 2001
- 제7회 히로시마 아트상, 2007
- 제20회 일본 후쿠오카 아시아 문화상, 2009
- 워싱턴 D.C. 예술훈장, 2012
- 프리미엄 임페리얼상 평생공로상, 2012
- Barnett and Annale Newman 재단 수상, 2015
- 일본 도쿄 재단상, 2016

## 주요 작품
- Agnes Gund Collection, 미국 뉴욕
- The Akatsu Collection, 일본 도쿄
- Annie Wong Art Foundation, 캐나다 벤쿠버 BC
- Ashmolean Museum, 영국 옥스포드
- Asian Art Museum of San Francisco, 미국 샌프란시스코
- Astrup Fernley Museum of Modern Art, 노르웨이 오슬로
- Bao Long Art Museum, 중국 상하이
- Bonnefantenmuseum, 네덜란드 마스트리흐트
- Centre national d’art et de culture Georges Pompidou, 프랑스 파리